# Barbara Biesiada-Drzazga
Barbara Bogusława Biesiada-Drzazga (ur. 12 września 1960) – polska zootechniczka, specjalistka w zakresie drobiarstwa, prorektor Uniwersytetu Przyrodniczo-Humanistycznego w Siedlcach (2020–2022). 

## Życiorys
W 1998 doktoryzowała się w dyscyplinie zootechniki w Wyższej Szkole Rolniczo-Pedagogicznej w Siedlcach na podstawie napisanej pod kierunkiem Janusza Górskiego pracy Badania porównawcze odchowu i tuczu gęsi rzeźnych i brojlerów. W 2008 habilitowała się na Akademii Podlaskiej w Siedlcach, przedstawiając dzieło Intensywny odchów gęsi – możliwością poprawy wskaźników produkcyjnych i ekonomicznych oraz jakości surowca rzeźnego. W 2019 otrzymała tytuł profesor nauk rolniczych.
Jest profesorką na Wydziale Agrobioinżynierii i Nauk o Zwierzętach; Instytut Zootechniki i Rybactwa. Pełniła bądź pełni szereg funkcji organizacyjnych na uczelni, m.in. dyrektor Instytutu Zootechniki i Rybactwa, prodziekan Wydziału Przyrodniczego, prorektor ds. studiów (2020–2022).
Współpracuje z instytucjami państwowymi, samorządowymi, branżowymi, przede wszystkim zajmującymi się drobiem.
Wyróżniona nagrodami rektora, Srebrnym Medalem „Za zasługi dla siedleckiej Uczelni”, Odznaką honorową „Zasłużony dla rolnictwa” Ministra Rolnictwa i Rozwoju Wsi oraz Medalem Komisji Edukacji Narodowej Ministra Edukacji Narodowej.